# Licia Darnoud
Licia Darnoud (Apeldoorn, 9 juni 2000) is een Nederlands voormalig voetbalster. Ze kwam uit voor FC Twente en PEC Zwolle.

## Carrière

### Carrièrestatistieken
| Seizoen         | Club            | Land            | Competitie      | Competitie | Competitie | Beker | Beker | Internationaal | Internationaal | Overig | Overig | Totaal | Totaal |
| Seizoen         | Club            | Land            | Competitie      | Wed.       | Dlp.       | Wed.  | Dlp.  | Wed.           | Dlp.           | Wed.   | Dlp.   | Wed.   | Dlp.   |
| --------------- | --------------- | --------------- | --------------- | ---------- | ---------- | ----- | ----- | -------------- | -------------- | ------ | ------ | ------ | ------ |
| 2016/17         | FC Twente       | Nederland       | Eredivisie      | 2          | 0          | –     | 0     | 2              | 0              | –      | –      | 4      | 0      |
| 2017/18         | FC Twente       | Nederland       | Eredivisie      | 14         | 1          | –     | 0     | –              | –              | –      | –      | 14     | 1      |
| 2018/19         | FC Twente       | Nederland       | Eredivisie      | 17         | 0          | –     | 0     | –              | –              | –      | 0      | 17     | 0      |
| 2019/20         | FC Twente       | Nederland       | Eredivisie      | 11         | 0          | –     | 0     | 6              | 0              | –      | 0      | 17     | 0      |
| 2020/21         | FC Twente       | Nederland       | Eredivisie      | 1          | 0          | –     | 0     | –              | –              | –      | 0      | 1      | 0      |
| 2021/22         | PEC Zwolle      | Nederland       | Eredivisie      | 12         | 0          | 1     | 0     | –              | –              | 0      | 0      | 13     | 0      |
| 2022/23         | PEC Zwolle      | Nederland       | Eredivisie      | 6          | 0          | 0     | 0     | –              | –              | –      | –      | 6      | 0      |
| Carrière totaal | Carrière totaal | Carrière totaal | Carrière totaal | 63         | 1          | –     | 0     | 8              | 0              | –      | 0      | 72     | 1      |

## Interlandcarrière

### Nederland onder 19
Op 2 maart 2018 debuteerde Darnoud bij het Nederland –19 in een vriendschappelijke wedstrijd tegen Denemarken –19 (4–0).
| Interlands van Licia Darnoud | Interlands van Licia Darnoud | Interlands van Licia Darnoud | Interlands van Licia Darnoud | Interlands van Licia Darnoud | Interlands van Licia Darnoud |
| №                            | Datum                        | Wedstrijd                    | Uitslag                      | Soort Wedstrijd              | Doelpunten                   |
| Als speelster bij FC Twente  | Als speelster bij FC Twente  | Als speelster bij FC Twente  | Als speelster bij FC Twente  | Als speelster bij FC Twente  | Als speelster bij FC Twente  |
| ---------------------------- | ---------------------------- | ---------------------------- | ---------------------------- | ---------------------------- | ---------------------------- |
| 1.                           | 2 maart 2018                 | Nederland – Denemarken       | 4 – 0                        | Vriendschappelijk            | 0                            |
| 2.                           | 6 maart 2018                 | Nederland – Italië           | 3 – 1                        | Vriendschappelijk            | 0                            |
| 3.                           | 18 juli 2016                 | Nederland – Italië           | 3 – 1                        | EK –19 2018                  | 0                            |
| 4.                           | 21 juli 2016                 | Nederland – Duitsland        | 1 – 0                        | EK –19 2018                  | 0                            |
| 5.                           | 24 juli 2016                 | Denemarken – Nederland       | 3 – 1                        | EK –19 2018                  | 0                            |
| 6.                           | 6 oktober 2018               | Nederland – Wit-Rusland      | 4 – 0                        | Kwalificatie EK –19 2019     | 0                            |
| 7.                           | 9 oktober 2018               | Polen – Nederland            | 0 – 3                        | Kwalificatie EK –19 2019     | 0                            |
| 8.                           | 9 november 2018              | Nederland – Verenigde Staten | 3 – 2                        | Vriendschappelijk            | 0                            |
| 9.                           | 20 januari 2019              | Nederland – Engeland         | 1 – 0                        | Vriendschappelijk            | 0                            |
| 10.                          | 2 maart 2019                 | Schotland – Nederland        | 1 – 4                        | Vriendschappelijk            | 0                            |

### Nederland onder 16
Op 11 februari 2016 debuteerde Darnoud bij het Nederland –16 in een vriendschappelijke wedstrijd tegen Duitsland –16 (0–0).
| Interlands van Licia Darnoud | Interlands van Licia Darnoud | Interlands van Licia Darnoud | Interlands van Licia Darnoud | Interlands van Licia Darnoud | Interlands van Licia Darnoud |
| №                            | Datum                        | Wedstrijd                    | Uitslag                      | Soort Wedstrijd              | Doelpunten                   |
| Als speelster bij FC Twente  | Als speelster bij FC Twente  | Als speelster bij FC Twente  | Als speelster bij FC Twente  | Als speelster bij FC Twente  | Als speelster bij FC Twente  |
| ---------------------------- | ---------------------------- | ---------------------------- | ---------------------------- | ---------------------------- | ---------------------------- |
| 1.                           | 11 februari 2016             | Nederland – Duitsland        | 1 – 1                        | Vriendschappelijk            | 0                            |
| 2.                           | 13 februari 2016             | Frankrijk – Nederland        | 2 – 1                        | Vriendschappelijk            | 0                            |
| 3.                           | 15 februari 2016             | Nederland – Schotland        | 3 – 1                        | Vriendschappelijk            | 0                            |
| 4.                           | 3 mei 2016                   | Portugal – Nederland         | 1 – 2                        | Vriendschappelijk            | 0                            |
| 5.                           | 5 mei 2016                   | Portugal – Nederland         | 2 – 4                        | Vriendschappelijk            | 0                            |
| 6.                           | 1 juli 2016                  | Nederland – Finland          | 6 – 0                        | Vriendschappelijk            | 0                            |
| 7.                           | 3 juli 2016                  | Duitsland – Nederland        | 3 – 2                        | Vriendschappelijk            | 0                            |
| 8.                           | 5 juli 2016                  | Zweden – Nederland           | 0 – 2                        | Vriendschappelijk            | 0                            |
| 9.                           | 7 juli 2016                  | Frankrijk – Nederland        | 1 – 0                        | Vriendschappelijk            | 0                            |

### Nederland onder 15
Op 18 maart 2015 debuteerde Darnoud bij het Nederland –15 in een vriendschappelijke wedstrijd tegen België –15 (1–0).
| Interlands van Licia Darnoud | Interlands van Licia Darnoud | Interlands van Licia Darnoud | Interlands van Licia Darnoud | Interlands van Licia Darnoud | Interlands van Licia Darnoud |
| №                            | Datum                        | Wedstrijd                    | Uitslag                      | Soort Wedstrijd              | Doelpunten                   |
| Als speelster bij FC Twente  | Als speelster bij FC Twente  | Als speelster bij FC Twente  | Als speelster bij FC Twente  | Als speelster bij FC Twente  | Als speelster bij FC Twente  |
| ---------------------------- | ---------------------------- | ---------------------------- | ---------------------------- | ---------------------------- | ---------------------------- |
| 1.                           | 18 maart 2015                | België – Nederland           | 0 – 1                        | Vriendschappelijk            | 0                            |
| 2.                           | 23 april 2015                | Duitsland – Nederland        | 2 – 0                        | Vriendschappelijk            | 0                            |
| 3.                           | 27 mei 2015                  | Engeland – Nederland         | 1 – 1                        | Vriendschappelijk            | 0                            |
| 4.                           | 29 mei 2015                  | Engeland – Nederland         | 1 – 3                        | Vriendschappelijk            | 0                            |